# Município de Springfield (condado de Clark, Ohio)
O município de Springfield (em inglês: Springfield Township) é um município localizado no condado de Clark no estado estadounidense de Ohio. No ano de 2010 tinha uma população de 12.237 habitantes e uma densidade populacional de 148,72 pessoas por km².

## Geografia
O município de Springfield encontra-se localizado nas coordenadas 39° 52′ 52″ N, 83° 45′ 16″ O. Segundo a Departamento do Censo dos Estados Unidos, o município tem uma superfície total de 82.28 km², da qual 81.78 km² correspondem a terra firme e (0.61%) 0.5 km² é água.

## Demografia
Segundo o censo de 2010, tinha 12.237 habitantes residindo no município de Springfield. A densidade populacional era de 148,72 hab./km². Dos 12.237 habitantes, o município de Springfield estava composto pelo 94.81% brancos, o 2.86% eram afroamericanos, o 0.19% eram amerindios, o 0.42% eram asiáticos, o 0.02% eram insulares do Pacífico, o 0.35% eram de outras raças e o 1.35% pertenciam a duas ou mais raças. Do total da população o 1.01% eram hispanos ou latinos de qualquer raça.